# ニコライ・ボゴリューボフ
ニコライ・ニコライヴィッチ・ボゴリューボフ（Никола́й Никола́евич Боголю́бов、1909年8月21日  - 1992年2月13日）は、ソビエト連邦の科学者。

## 来歴
ニジニ・ノヴゴロド出身。14歳の時に、ウクライナ・ソビエト連邦科学アカデミーの数理物理学科のセミナーに参加した。1928年に博士号を取得すると、1973年までソ連科学アカデミーに勤務した。1936 年から1950 年まで、キーウ大学とモスクワ大学で教鞭をとった。1949年からはステクロフ数学研究所に所属し、1956年からは、ドゥブナ合同原子核研究所(VIK) の理論物理学研究室の所長に就任した。

## 業績
ハミルトニアンを対角化し、対応するシュレディンガー方程式の定常解を求めることに用いられるボゴリューボフ変換を発見した。またクリロフ＝ボゴリューボフの定理 の定理の証明を与えた。統計物理学の手法を駆使してボーズ・アインシュタイン凝縮の研究やヘリウムの超流動に関する研究をした。
ロシア科学アカデミーでは彼の業績を顕彰してN.N.ボゴリューボフ金メダル (N.N.Bogoliubov Gold Medal)が設けられた。また複数のボゴリューボフ賞や彼の名を冠した研究機関がある。

## 受賞歴
- 1958年 - レーニン賞
- 1969年、1979年 - 社会主義労働英雄
- 1973年 -  マックス・プランク・メダル
- 1974年 - フランクリン・メダル
- 1966年 - ハイネマン賞数理物理学部門
- 1969年 - ヘルムホルツ・メダル
- 1992年 - ICTPのディラック・メダル